# Mario Vukovic
Vous êtes invité à donner votre avis sur cette page de discussion, de manière argumentée en vous aidant notamment des critères d’admissibilité ou en présentant des sources extérieures et sérieuses.  
Après avoir apposé le modèle {{Admissibilité}} sur une page, suivez les étapes expliquées sur Wikipédia:Débat d'admissibilité/Aide :
| 1. | Créez la page de débat d'admissibilité.                                                                      | Sauvegardez d’abord la page pour l’initialiser puis indiquez votre motivation.       |
| 2. | Important : ajoutez une entrée dans la section Débat d'admissibilité du jour.                                | Utilisez ce texte : *{{L\|Mario Vukovic}}                                            |
| 3. | Pensez à informer les contributeurs principaux de la page et les projets associés lorsque cela est possible. | Utilisez ce texte : {{subst:Avertissement débat d'admissibilité\|Mario Vukovic}}~~~~ |

Mario Vukovic, né le 28 mars 2011, est un jeune champion de tennis.
Il est vainqueur du 43e tournoi de tennis des Petits As organisé à Tarbes en janvier 2025, et le 1er français qui gagne ce tournoi depuis 2021.
En août 2025, il fait partie avec Samuel Dakessian et Evan Giurescu de l'équipe de France qui gagne la coupe du monde juniors U14 à Prostejov (Tchéquie),.

## Biographie
Ses parents, d'origine serbe, immigrent en France dans la décennie 2000. Mario parle le serbe. Sa mère est joueuse de handball et son père adepte de karaté.
Il joue au tennis depuis l'âge de 4 ans, souvent avec son frère aîné Kristan né en 2009. Depuis l'âge de 8 ans, il est entraîné par François Mottier en Seine et Marne.
Il suit des cours à distance au CNED.